# Donje Biljane
Donje Biljane is een plaats in de gemeente Benkovac in de Kroatische provincie Zadar. De plaats telt 13 inwoners (2001).